# Akkumulátor (energiatároló)

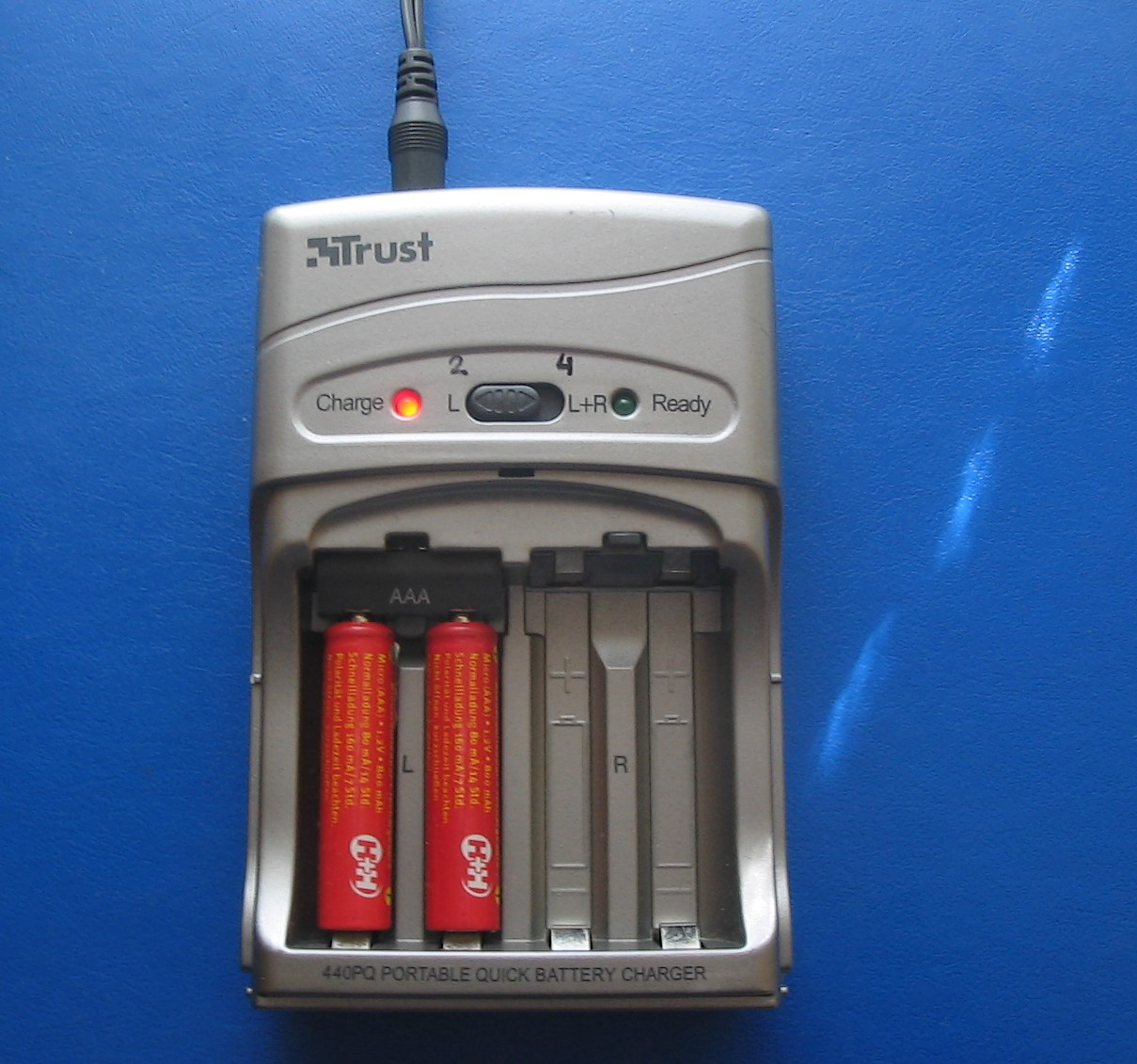
Nikkel-hidrid akkumulátorok töltőbe helyezve

Az akkumulátor elektromos energiát tároló berendezés, amely töltésekor a bevezetett villamos energiát vegyi energiává alakítja, mert ebben a formában huzamosabb ideig tárolni tudja. Használatkor a vegyi energiát visszaalakítja villamos energiává. Az elektromos akkumulátor közvetlenül csak egyenfeszültség tárolására alkalmas.
Az akkumulátorra fogyasztót kapcsolva (=„kisütés”) az akkumulátor úgy működik, mint egy galvánelem; a töltésszétválasztó folyamat közben elektródáinak anyaga átalakul. Amikor ez a folyamat teljesen végbement, az akkumulátor „kisütött” állapotba kerül, a kezdeti feszültségértéke lecsökken.
A töltés során a kapcsaira adott feszültség hatására töltőáram alakul ki (ilyenkor az akkumulátor mint fogyasztó energiát vesz fel), melynek hatására az előbbi vegyi folyamat fordított irányban megy végbe, és az elektródák anyaga eredeti állapotba kerül vissza. A folyamat végén az akkumulátor feltöltődött, és ismét képes energiát szolgáltatni.
Az akkumulátor kapocsfeszültsége a kisütés során folyamatosan csökken, a töltés során folyamatosan nő. Ha kisütés közben a kapocsfeszültsége egy bizonyos határérték alá esik, akkor az akkumulátor „kisült”, a használatát be kell fejezni, mert a további terhelés az akkumulátor károsodását okozhatja. A határérték az akkumulátor felépítésétől függő érték. A töltést szintén be kell fejezni, amikor a kapocsfeszültség a feltöltésre megadott értéket eléri. A túltöltés ugyanúgy tönkreteheti az akkumulátort, mint a megengedettnél nagyobb kisütés.

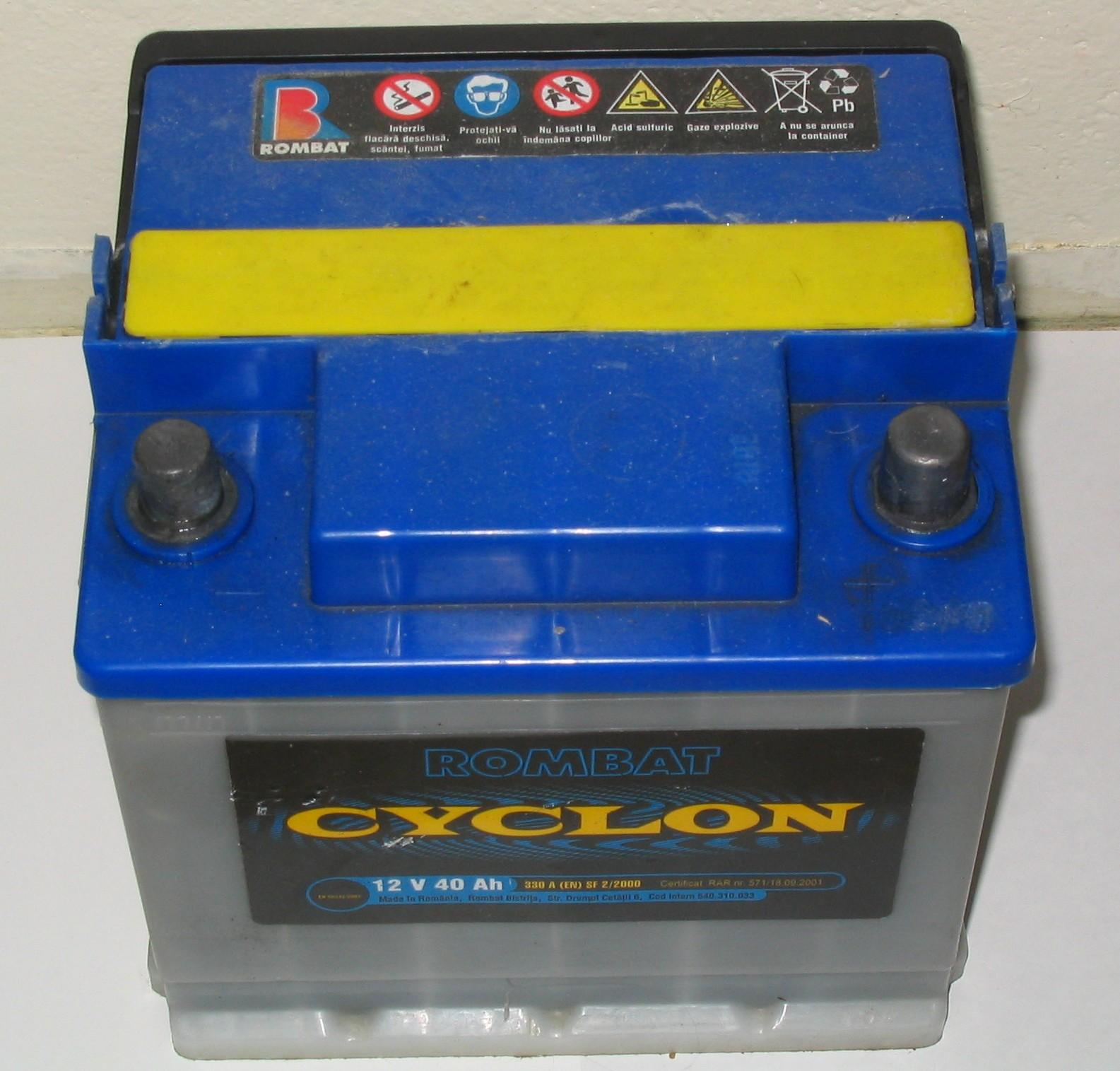
12 V-os gépkocsi-akkumulátor

## Üzemállapotai

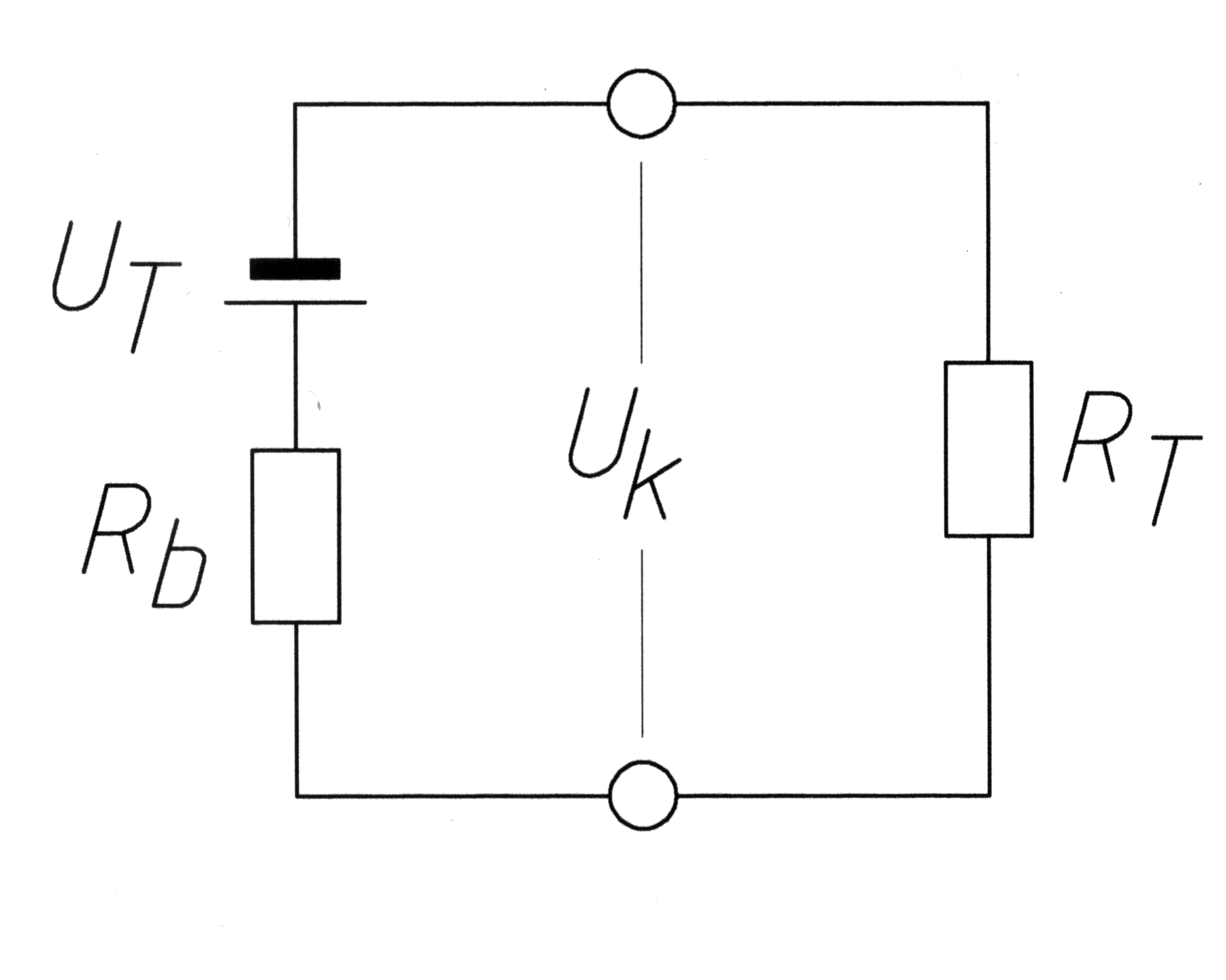
Akkumulátor üzemállapotai

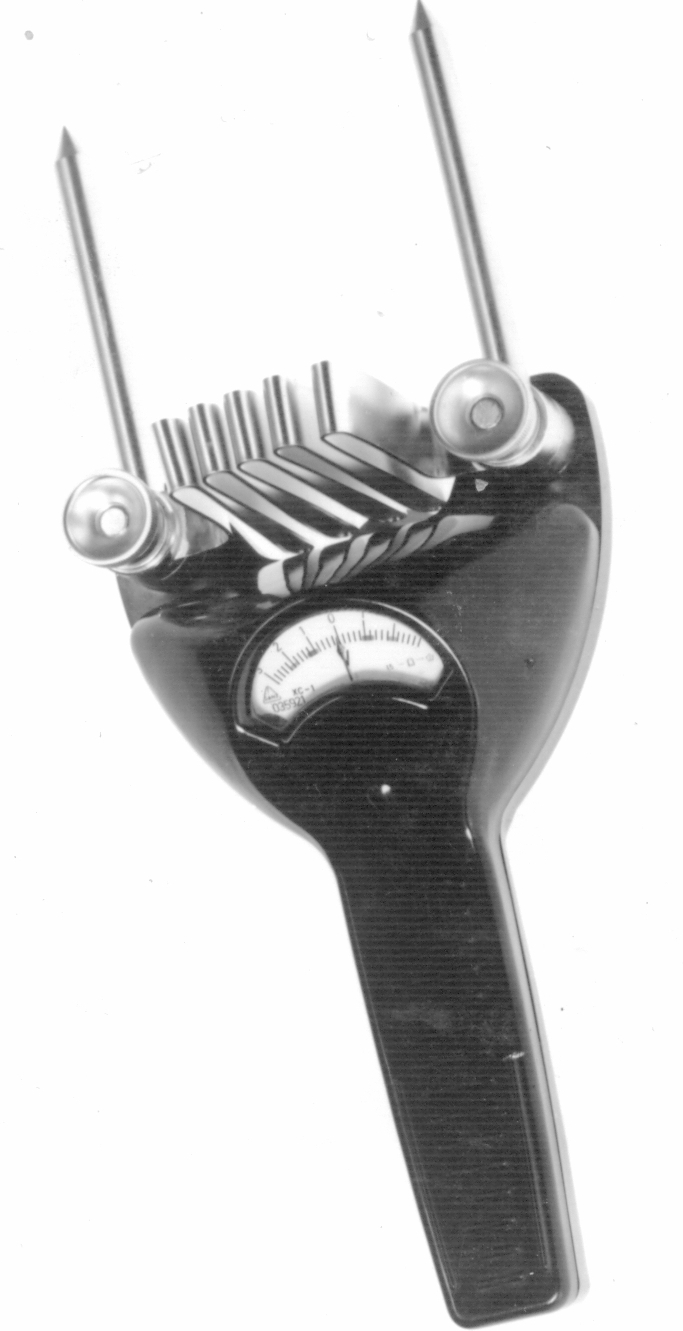
Cellavizsgáló műszer akkumulátorokhoz

Az akkumulátor felfogható egy UT telepfeszültségként, és egy soros Rb belső ellenállásként. Az akkumulátor kapcsain megjelenő potenciálkülönbség az Uk kapocsfeszültség. Fogyasztó rákapcsolásakor RT terhelő ellenállás terheli, és ekkor I áram folyik. Az akkumulátor töltés-kisütés közben veszít jóságából, ami a belső ellenállás értékének növekedésében nyilvánul meg. Az akkumulátor szakszerűtlen használata ezt a folyamatot gyorsítja.

### Üresjárat
Üresjáratban az RT terhelő ellenállás értéke végtelen nagy, áram nem folyik, és az Uk = UT. Tulajdonképpen a kapocsfeszültség megegyezik a telepfeszültséggel.
Egy akkumulátor jóságáról nem lehet meggyőződni terheletlenül mérve. Korábban úgynevezett „cellavizsgálót” használtak erre a célra. A cellavizsgálóval egy mesterséges terheléssel helyettesítve az RT terhelő ellenállást, következtetni lehetett az Rb belső ellenállás nagyságára.

### Rövidre zárás
Rövidre zárás esetén az RT terhelő ellenállás értéke ≈ 0, az Uk kapocsfeszültség ≈ 0. Az UT telepfeszültség nagyon nagy áramot hajt keresztül az Rb belső ellenálláson, mely hővé alakulva az akkumulátor tönkremenetelét okozza.

### Üzemi állapot
Normál üzemi állapotban az RT terhelő ellenállás terheli az akkumulátort. A körben áram folyik, melynek nagysága I = UT / (RT + Rb). Ekkor az Rb belső ellenálláson U = Rb×I nagyságú feszültségesés lép fel, aminek következtében az Uk = UT - (Rb × I) lesz.
Ez problémát okozhat nagy belső ellenállással rendelkező akkumulátorok esetén, ha nagy értékű fogyasztóval terhelik (pl. az autó önindítója). Ekkor a nagy áramfelvétel miatt a belső ellenálláson fellépő feszültségesés nagy lesz, minek következtében a kapocsfeszültség értéke annyira lecsökken, hogy már nem lesz elég a teljesítmény a terhelő eszköz alkalmazására.

## Ellenőrzése
Mivel terheletlenül üresjárat van, a feszültségét megmérve a kapocsfeszültség megegyezik a telepfeszültséggel. Zárlatos cella esetén értelemszerűen annyival kevesebb. A cellák feszültségét terhelés alatt kell vizsgálni. Erre szolgál a cellavizsgáló műszer. A műszerhez különféle értékű terhelő ellenállások tartoznak, és terhelés alatt lehet mérni a cella kapocsfeszültségét.

## Fajtái

### Savas akkumulátorok
A gépkocsikban ún. savas ólomakkumulátorokat alkalmaznak, melyek névleges cellafeszültsége 2V. Az általánosan használt 12 V-os akkumulátor 6 darab, sorosan kapcsolt cellát tartalmaz.

### Lúgos akkumulátorok
A legismertebbek a nikkel-kadmium, a nikkel-vas és a cink-ezüst akkumulátorok, de léteznek egyéb elektródarendszerű akkumulátorok is.
Elektronikus berendezésekben „száraz” akkumulátorcellákat használnak, melyeket szokás ugyanolyan méretben készíteni (AA, AAA, C, D, 9V), mint az elemeket, telepeket, abból a célból, hogy az elem helyére behelyezhetőek legyenek. Lényeges különbség azonban az elemhez képest, hogy a ma használatos akkumulátorcellák (Ni-Cd = nikkel-kadmium, Ni-MH = nikkel-metálhidrid) névleges üresjárási feszültsége csak 1,2V. Így az elemek helyett akkucellákat használva a berendezést működtető feszültség kisebb lesz, bár a legtöbb esetben ez nem okoz problémát.
A ma használatos NiCd (és kis mértékben a NiMH) akkumulátorokra jellemző a memóriaeffektus. Ez abban nyilvánul meg, hogy ha a cellát nem sütik ki teljesen, mielőtt feltöltik, energiatároló-képessége lecsökken (mintegy „emlékszik” arra, hogy feltöltés előtt nem teljesen sütötték ki), és eredeti tárolóképességét csak akkor nyeri vissza, ha (akár többször is) teljesen kisütik feltöltés előtt.

## Összevetések

### Összehasonlító táblázat
| Típus          | Fesz.a    | Energiasűrűségb | Energiasűrűségb | Energiasűrűségb | Telj.c   | Haték.d | E/$e    | Kisüt.f | Ciklusokg | Élettart.h                      |
| Típus          | (V)       | (MJ/kg)         | (Wh/kg)         | (Wh/l)          | (W/kg)   | (%)     | (Wh/$)  | (%/hó)  | (#)       | (év)                            |
| -------------- | --------- | --------------- | --------------- | --------------- | -------- | ------- | ------- | ------- | --------- | ------------------------------- |
| Ólom-savas     | 2,1       | 0,11-0,14       | 30-40           | 60-75           | 180      | 70%-92% | 5-8     | 3%-20%  | < 350     | 3 (gépjárműben), 20 (telepítve) |
| VRLAi          | 2,105     |                 |                 |                 |          |         |         |         |           |                                 |
| Ni-vas         | 1,2       | 0,18            | 50              |                 | 100      | 65%     | 5-7,3   | 20%-40% |           | 50+                             |
| Ni-kadmium     | 1,2       | 0,14-0,22       | 40-60           | 50-150          | 150      | 70%-90% |         | 20%     | 1500      |                                 |
| NiH2           | 1,5       |                 | 75              |                 |          |         |         |         | 20000     | 15+                             |
| NiMH           | 1,2       | 0,11-0,29       | 30-80           | 140-300         | 250-1000 | 66%     | 1,37    | 20%     | 1000      |                                 |
| Ni-cink        | 1,7       | 0,22            | 60              | 170             | 900      |         | 2-3,3   |         | 100-500   |                                 |
| Li-ion         | 3,6       | 0,58            | 160             | 270             | 1800     | 99,9%   | 2,8-5   | 5%-10%  | 1200      | 2-3                             |
| Li polimer     | 3,7       | 0,47-0,72       | 130-200         | 300             | 3000+    | 99,8%   | 2,8-5,0 |         | 500~1000  | 2-3                             |
| LiFePO4        | 3,25      |                 | 80-120          | 170             | 1400     |         | 0,7-1,6 |         | 2000+     |                                 |
| Li kén         | 2,0       | 0.94-1.44       | 400             | 350             |          |         |         |         |           |                                 |
| Nano Titanát   | 2,3       |                 | 90              |                 | 4000+    | 87-95%r | 0,5-1,0 |         | 9000+     | 20+                             |
| Vékony film Li | ?         |                 |                 | 350             | 959      | ?       | ?p      |         | 40000     |                                 |
| ZnBr           |           |                 | 75-85           |                 |          |         |         |         |           |                                 |
| V redox        | 1,15-1,55 |                 | 25-35           |                 |          | 80%     |         | 20%     | 14000     | 10(telepítve)                   |
| NaS            |           |                 | 150             |                 |          | 89%-92% |         |         |           |                                 |
| Olvadt só      |           |                 | 70-110          |                 | 150-220  |         | 4,54    |         | 3000+     | 8+                              |
| Szuper vas     |           |                 |                 |                 |          |         |         |         |           |                                 |
| Ezüst cink     |           |                 | 100             | 240             |          |         |         |         | 100       | 0,5                             |
| Alkáli         | 1,5       | 0,31            | 85              | 250             | 50       | 99,9%   | 7,7     | <0,3    | 100-1000  | <5                              |

Megjegyzések
A rövidség érdekében tömören szerepelnek az adatok, a részletek a külön szócikkekben találhatók. Amelyikről nincs külön szócikk, az ebben a cikkben van szerepeltetve.
- a Névleges cella feszültség V-ban
- b Energiasűrűség = energia/tömeg vagy energia/méret, három mértékegységben
- c Fajlagos teljesítmény = teljesítmény/tömeg W/kg-ban
- d Töltés/kisütés hatékonysága %-ban
- e Kapacitás/eladási ár Wattóra/amerikai dollárban (közelítés)
- j Biztonságos lemerítési szint
- f Önkisütési szint %-ban/hónap
- g Tartósság az újratöltési ciklusokat tekintve
- h Tartósság években
- i VRLA vagy rekombináns tartalmazza a zselés akkumulátorokat és a üveg szövetes kialakításúakat is
- p Kísérleti szakaszban van
- r Az elvégzett újratöltések számától függ

## Összehasonlítások

### Alkáli elem - akkumulátorcella
Ma az ugyanabban a méretben gyártott alkáli elemek valamivel nagyobb kapacitásúak, mint a Ni-MH akkumulátorcellák. Meg kell jegyezni, hogy bár az akkumulátor az energiát hosszú ideig tárolni tudja, ez az idő (néhány hónap) nem mérhető össze az alkáli elemek élettartamával (néhány év). Az akkumulátorcella ára azonos nagyságrendben van az azonos méretű alkáli elemével, viszont akár 1000-szer feltölthető, így alkalmazása sokkal gazdaságosabb (de rövidebb energiatárolási ideje miatt csak gyakran használt berendezések üzeméhez ajánlható). Az alkáli elemek elektrokémiai cellából állnak, nem tölthetők. Ez a cella egy villamos energiát termelő katódot és anódot tartalmaz. Az anódot negatív elektródnak is nevezik, és általában cinkből áll. A másik pólus a katód vagy pozitív pólus, amely mangán-dioxidból készül. Minden alkáli elem kálium-hidroxid elektrolitot tartalmaz. Az átlagos alkáli elem feszültsége 1,5 V. Lehetősége van a feszültség növelésére további elemek hozzáadásával.

### Lúgos ólomakkumulátor
A lúgos cellák feszültsége 1,2 V, kisebb, mint a savas ólomakkumulátoroké, ezért egy adott feszültségű akkumulátorhoz több sorba kapcsolt cellára van szükség.
Előny az ólomakkumulátorokkal szemben: 
például nagyobb a fajlagos energiatároló képesség, hosszabb élettartam, üzembe helyezése egyszerűbb, a túltöltés és az elégtelen töltés, ill. a mélykisütés kevésbé károsítja, a mechanikai szilárdság nagyobb.
Hátrány: 
előállítási költség 3-4-szer nagyobb, mint az ólomakkumulátoroké. Az elektrolitot az üzemelési körülményektől függően legalább évente egyszer ki kell cserélni, mert a levegő szén-dioxid tartalma az elektrolitot tönkreteszi. Gépjárműveken való alkalmazás szempontjából hátrányos az a tulajdonság, hogy a töltési és a kisütési feszültség között nagyobb a különbség, mint az ólomakkumulátoroknál. 
A drasztikusan növekvő akkumulátor piacon tovább folyik az ólomakkumulátorok kutatása, egy funkciók szerint megvalósítható mix létrehozása érdekében. 

### Áramlásos akkumulátorok
Vanadium Redox Flow Battery (áramlásos akkumulátor) és a Hibrid Flow Battery (nitrogénplazmában előállított grafénes és elektroforézises akkumulátor) jelentős különbsége, hogy utóbbi sokkal olcsóbb előállítású. A grafén előállítására magas hőmérsékletű nitrogént használnak, a cellában elektroforézis technikát alkalmaznak. A más néven Regeneratív Fuel Cell (hibrid) akkumulátor pólusai szénbázisúak, gazdaságosan hozzáférhető mangán, vagy kén alapú elektrolittal. A tárolási idő eléghosszú, és a költség kb. ötöde a VRFB akkumulátorénak.  

### Hatásfok
Az akkumulátor veszteséggel dolgozik, azaz nagyobb töltést (és energiát) vesz fel, mint amekkorát kisütéskor lead. A veszteségek jellemzésére két hatásfokot szokás megadni:
az amperóra-hatásfok a visszaadott és a felvett amperórák hányadosa, a wattóra-hatásfok pedig a visszaadott és felvett energia hányadosa.
A wattóra-hatásfok mindig rosszabb, mint az amperóra-hatásfok, mert a töltés magasabb feszültségen megy végbe, mint a kisütés.
A Ni-Cd, ill. Ni-MH akkumulátorcellák amperóra-hatásfoka kb. 70%, ezért a névleges amperóra-kapacitásának 1/0,7=1,4-szeresével szokás feltölteni, éspedig az amperóra kapacitás 1/10-ének megfelelő árammal.

#### Példa
Mekkora árammal és mennyi ideig töltsünk fel egy teljesen kisült, 1,2V 2400 mAh-s akkumulátorcellát?
Megoldás: A töltőáram legyen az amperóra-kapacitás 1/10-e, azaz 2400/10 = 240 mA. A töltési idő (70% hatásfokot feltételezve) legyen 14 óra.